# كيربيز دريم كولكشن
كيربيز دريم كولكشن سبيشل إديشن (بالإنجليزية: Kirby's Dream Collection Special Edition)‏ هي لعبة فيديو صدرت 2012 تم نشرها بواسطة نينتندو لنظام وي. إنه قرص مختارات يحتفل بالذكرى العشرين لسلسلة كيربي، التي صدرت في 27 أبريل 2012. تم إصدار اللعبة في اليابان في 19 يوليو 2012 وفي أمريكا الشمالية في 16 سبتمبر 2012. لم يتم إصداره في أوروبا ومنطقة بال.

## المحتوى
تتضمن مجموعة كيربيز دريم كولكشن ستة ألعاب كيربي قابلة للعب تم إصدارها في الأصل على غيم بوي ونينتندو إنترتينمنت سيستم وسوبر نينتندو إنترتينمنت سيستم ونينتندو 64. تمت معايرة جميع الألعاب الست للاستخدام مع جهاز تحكم وي ريموت الذي تم تحويله أفقيًا. تدعم اللعبة ما يصل إلى أربعة لاعبين حسب اللعبة التي يتم اختيارها. مثل الألعاب الأربع الأخرى في المجموعة، يتم التعامل مع ألعاب غيم بوي (كيربيز دريم لاند وكيربيز دريم لاند 2) على أنها ألعاب «فرتشول كونسول»، كاملة مع «تعليق اللعب» والميزات اليدوية، على الرغم من عدم إصدار ألعاب غيم بوي مطلقًا في الخدمة عبر قناة متجر وي. تم إصدار جميع الألعاب الست مسبقًا بشكل منفصل على فرتشول كونسول عبر قناة متجر وي و3دي أس إي شوب.
تضم مجموعة كيربيز دريم كولكشن أيضًا 13 مرحلة تحدٍ جديدة بناءً على تلك التي تم العثور عليها في كيربيز ريترن تو دريم لاند لعام 2011. يتميز قسم المتحف الإضافي بفن الصندوق وأضواء الفيديو لكل لعبة في سلسلة كيربي التي تم إصدارها حتى عام 2012، إلى جانب ثلاث حلقات قابلة للعرض من مسلسل الأنيمي التلفزيوني كيربي: رايت باك أت يا!. بالإضافة إلى قرص اللعبة، تشتمل الحزمة على كتيب يسلط الضوء على تاريخ كيربي ويوفر معلومات تافهة من وراء الكواليس حول السلسلة، بالإضافة إلى قرص مضغوط صوتي يحتوي على 42 مقطعًا موسيقيًا من ألعاب كيربي السابقة وثلاثة ترتيبات جديدة بواسطة هال لابوراتوري فريق الصوت.
| 1992             | 1993            | 1995               | 1996            | 1997               | 2000                       |
| ---------------- | --------------- | ------------------ | --------------- | ------------------ | -------------------------- |
| كيربيز دريم لاند | كيربيز أدفانتشر | كيربيز دريم لاند 2 | كيربي سوبر ستار | كيربيز دريم لاند 3 | كيربي 64: ذا كريستال شاردز |

## التقييم والمبيعات
| التقييم |            |
| --- | ---------- |
| الدرجات الإجمالية المجموع نقاط غيم رانكينغز 81.29% ميتاكريتيك 82/100 نتائج المراجعة نشرة نقاط دستركتويد 8/10 إلكترونك غيمينغ مونثلي 8/10 نينتندو لايف نينتندو باور 8.5/10 نينتندو ورلد ريبورت 8/10 |            |
| الدرجات الإجمالية |            |
| المجموع | نقاط       |
| غيم رانكينغز | 81.29%     |
| ميتاكريتيك | 82/100     |
| نتائج المراجعة |            |
| نشرة | نقاط       |
| دستركتويد | 8/10       |
| إلكترونك غيمينغ مونثلي | 8/10       |
| نينتندو لايف | 8/10 stars |
| نينتندو باور | 8.5/10     |
| نينتندو ورلد ريبورت | 8/10       |

اعتبارًا من 25 أغسطس 2012، باعت مجموعة كيربيز دريم كولكشن 200000 نسخة في اليابان. كان الاستقبال النقدي في أمريكا الشمالية إيجابيًا، حيث أشاد بكمية المحتوى في الداخل. حصلت اللعبة على مجموع نقاط 81.29٪ على غيم رانكينغز و 82/100 على ميتاكريتيك.

## الملاحظات
1. ↑  تعرف في اليابان باسم: هوشي نو كيربي 20-شونين سبيشل كولكشن (بالإنجليزية:  Hoshi no Kirby 20-shūnen Special Collection، باليابانية: 星のカービィ 20周年スペシャルコレクション، بالهيبورن: Hoshi no Kābi Ni-ju-shūnen Supesharu Korekushon)